# Győri József (labdarúgó)
Győri József (1910 – 1983) válogatott labdarúgó, hátvéd.

## Pályafutása

### Klubcsapatban
1935-ig a III. kerületi FC labdarúgója volt. 1934-ben innen került be a válogatott csapatba. 1935 és 1937 között a Ferencváros játékosa volt. A Fradiban összesen 9 mérkőzésen szerepelt (8 bajnoki, 1 nemzetközi) és 1 bajnoki gólt szerzett.

### A válogatottban
1934-ben egy alkalommal szerepelt a válogatottban.

## Sikerei, díjai
- Magyar bajnokság
  - bajnok: 1937–38
  - 3.: 1935–36
- Magyar kupa
  - győztes: 1931

## Statisztika

### Mérkőzése a válogatottban
| Magyarország | Magyarország       | Magyarország           | Magyarország | Magyarország | Magyarország | Magyarország | Magyarország | Magyarország |
| #            | Dátum              | Helyszín               | Hazai        | Eredmény     | Vendég       | Kiírás       | Gólok        | Esemény      |
| ------------ | ------------------ | ---------------------- | ------------ | ------------ | ------------ | ------------ | ------------ | ------------ |
| 1.           | 1934. december 16. | Dublin, Dalymount Park | Írország     | 2 – 4        | Magyarország | barátságos   | -            | 46'          |
|              | Összesen           |                        |              | 1            | mérkőzés     |              | 0            | gól          |